# Gesamtenergie
Die Gesamtenergie eines Systems ist in Quantenphysik und Thermodynamik der Energieunterschied zwischen dem System und seinen Bestandteilen in unendlicher Entfernung.
Beispielsweise ist die Gesamtenergie eines Moleküls der Energieunterschied zwischen dem Molekül in einem bestimmten Zustand und dem hypothetischen Zustand, in dem alle Elektronen und Atomkerne, aus dem es besteht, unendlich weit voneinander entfernt sind.
Die Gesamtenergie ist keine anschauliche Größe, sie hat aber große Bedeutung bei der quantenmechanischen Betrachtung von Molekülen und Festkörpern, deren Schrödingergleichungen durch Näherungsverfahren, z. B. Hartree-Fock, Dichtefunktionaltheorie, MP2, gelöst werden können. Je kleiner die Gesamtenergien bei diesen Näherungslösungen sind, desto näher liegen sie an der exakten Lösung der Differentialgleichung, da nach dem Rayleigh-Ritz-Prinzip die Gesamtenergie der exakten Lösung immer kleiner oder gleich der Gesamtenergie einer Näherungslösung ist.
In der relativistischen Mechanik ist die Gesamtenergie eines Teilchens die Summe aus seiner Ruheenergie und seiner kinetischen Energie.
In der klassischen Mechanik besteht nach dem Energieerhaltungssatz die Gesamtenergie aus der kinetischen Energie und der potentiellen Energie. In der Kontinuumsmechanik gesellt sich noch die Formänderungsenergie hinzu.